# Heart Beat (アルバム)
『Heart Beat』（ハート・ビート）は、1981年2月25日にEPIC・ソニーから発売された佐野元春の2枚目のアルバム。シングル「Night Life」と同時発売された。

## 概要
本作より佐野自身のプロデュースが開始される。本作の制作に携わった伊藤銀次は、このアルバムが一番「銀次色」が出ていると自ら評したうえ、「特に『ガラスのジェネレーション』のアレンジメントは、僕と佐野君の共同作業と言ってもいいだろう。あれは半分僕のものだと言っても、多分佐野君は怒らないと思う」と語っている。当時、セールス的には振るわなかったが、今日までの佐野のライブでも歌い続ける楽曲が数多にあり、支持されるアルバムである。
2013年2月20日には、Blu-spec CD2で再発売された。

## 収録曲

### LPレコード,CT
| 全作詞・作曲: 佐野元春。 |                                                   |           |            |                                        |      |
| #                        | タイトル                                          | 作詞      | 作曲・編曲 | 編曲                                   | 時間 |
| 1.                       | 「ガラスのジェネレーション」(Crystal Generation ) | 佐野元春  | 佐野元春   | 佐野元春、伊藤銀次                     | 3:34 |
| 2.                       | 「ナイトライフ」(Night Life)                      | 佐野元春  | 佐野元春   | 佐野元春、伊藤銀次                     | 4:11 |
| 3.                       | 「バルセロナの夜」(A Night In Barcelona)          | 佐野元春  | 佐野元春   | 佐野元春、大村雅朗 / Strings: 大村雅朗 | 4:34 |
| 4.                       | 「イッツ・オーライト」(It's Alright)              | 佐野元春  | 佐野元春   | 佐野元春、伊藤銀次                     | 2:41 |
| 5.                       | 「彼女」(She)                                     | 佐野元春  | 佐野元春   | 佐野元春 / Strings: 大村雅朗           | 6:18 |
| 合計時間:                | 合計時間:                                         | 合計時間: | 21:18      |                                        |      |

| #         | タイトル                                                                    | 作詞      | 作曲・編曲 | 編曲               | 時間 |
| --------- | --------------------------------------------------------------------------- | --------- | ---------- | ------------------ | ---- |
| 1.        | 「悲しきRADIO」(Radio Radio)                                                |           |            | 佐野元春、伊藤銀次 | 4:15 |
| 2.        | 「グッド・バイブレーション」(Good Vibration)                                |           |            | 佐野元春、大村雅朗 | 4:38 |
| 3.        | 「君をさがしている (朝が来るまで)」(Looking For You)                        |           |            | 佐野元春、伊藤銀次 | 3:37 |
| 4.        | 「INTERLUDE」                                                               |           |            | 佐野元春           | 1:14 |
| 5.        | 「ハートビート (小さなカサノバと街のナイチンゲールのバラッド)」(Heart Beat) |           |            | 佐野元春、伊藤銀次 | 7:58 |
| 合計時間: | 合計時間:                                                                   | 合計時間: | 21:42      |                    |      |

### CD
| 全作詞・作曲: 佐野元春。 |                                                                             |           |            |                                        |      |
| #                        | タイトル                                                                    | 作詞      | 作曲・編曲 | 編曲                                   | 時間 |
| 1.                       | 「ガラスのジェネレーション」(Crystal Generation)                            | 佐野元春  | 佐野元春   | 佐野元春、伊藤銀次                     | 3:34 |
| 2.                       | 「ナイトライフ」(Night Life)                                                | 佐野元春  | 佐野元春   | 佐野元春、伊藤銀次                     | 4:11 |
| 3.                       | 「バルセロナの夜」(A Night In Barcelona)                                    | 佐野元春  | 佐野元春   | 佐野元春、大村雅朗 / Strings: 大村雅朗 | 4:34 |
| 4.                       | 「イッツ・オーライト」(It's Alright)                                        | 佐野元春  | 佐野元春   | 佐野元春、伊藤銀次                     | 2:41 |
| 5.                       | 「彼女」(She)                                                               | 佐野元春  | 佐野元春   | 佐野元春 / Strings: 大村雅朗           | 6:18 |
| 6.                       | 「悲しきRADIO」(Radio Radio)                                                | 佐野元春  | 佐野元春   | 佐野元春、伊藤銀次                     | 4:15 |
| 7.                       | 「グッド・バイブレーション」(Good Vibration)                                | 佐野元春  | 佐野元春   | 佐野元春、大村雅朗                     | 4:38 |
| 8.                       | 「君をさがしている (朝が来るまで)」(Looking For You)                        | 佐野元春  | 佐野元春   | 佐野元春、伊藤銀次                     | 3:37 |
| 9.                       | 「INTERLUDE」                                                               | 佐野元春  | 佐野元春   | 佐野元春                               | 1:14 |
| 10.                      | 「ハートビート (小さなカサノバと街のナイチンゲールのバラッド)」(Heart Beat) | 佐野元春  | 佐野元春   | 佐野元春、伊藤銀次                     | 7:58 |
| 合計時間:                | 合計時間:                                                                   | 合計時間: | 43:00      |                                        |      |

## 楽曲解説

### SIDE A
1. 「ガラスのジェネレーション」[注 2] (Crystal Generation)
セカンドシングル。
2. 「ナイトライフ」 (Night Life)
当アルバムと同時発売されたサードシングル。アルバムでの表記は大文字になっているが、シングルバージョンと同じ音源である。
3. 「バルセロナの夜」 (A Night In Barcelona)
4. 「イッツ・オーライト」 (It's Alright)
「ガラスのジェネレーション」のB面曲。
5. 「彼女」 (She)
2013年に公開された映画『劇場版 SPEC〜結〜 爻ノ篇』の挿入歌として使用された[4]。佐野は同映画が含まれる『SPEC』のテレビシリーズの一部に主人公・当麻紗綾の父・天（そら）役で出演もしている[5]。

### SIDE B
1. 「悲しきRADIO」 (Radio Radio)
歌詞にチャック・ベリーやバディ・ホリーなどが登場する。初期よりライブの定番曲であり、コール&レスポンスなどを挟んで10分以上のパフォーマンスになることも珍しくない。この模様は『Truth'80〜84』をはじめ、多くのライブアルバムやビデオに収録されている。
2. 「グッド・バイブレーション」 (Good Vibration)
「NIGHT LIFE」のB面曲。
3. 「君をさがしている (朝が来るまで)」 (Looking For You)
4. 「INTERLUDE」
5. 「ハートビート (小さなカサノバと街のナイチンゲールのバラッド)」 (Heart Beat)

## 発売履歴
| 発売日        | レーベル          | 規格         | 規格品番   | 備考                                                            |
| ------------- | ----------------- | ------------ | ---------- | --------------------------------------------------------------- |
| 1981年2月25日 | Epic/Sony         | LP           | 27-3H-30   |                                                                 |
| 1981年2月25日 | Epic/Sony         | CT           | 27-6H-18   |                                                                 |
| 1992年9月1日  | Epic/Sony Records | CD           | ESCB 1321  |                                                                 |
| 2013年2月20日 | Epic/Sony Records | Blu-spec CD2 | MHCL 30002 |                                                                 |
| 2013年2月20日 | Epic/Sony Records | CD           | 278H5095   |                                                                 |
| 2021年6月16日 | Sony Music Shop   | CD           | MHCL-2872  | 「佐野元春 ザ・コンプリート・アルバム・コレクション 1980-2004」 |